# Bad Suderode
Bad Suderode (bis 1914 Suderode) ist ein Ortsteil der Stadt Quedlinburg im Landkreis Harz in Sachsen-Anhalt (Deutschland). Seit Oktober 2022 ist er als Erholungsort anerkannt.

## Geographische Lage
Bad Suderode liegt am Nordrand des Mittelgebirges Harz im Naturpark Harz/Sachsen-Anhalt. Es befindet sich etwa 6,5 km südsüdwestlich von Quedlinburg direkt westlich von Gernrode und etwas östlich von Stecklenberg.

## Geschichte
Suderode wird als „südliche Rodung von Quedlinburg“ das erste Mal 1179 urkundlich erwähnt. Vermutlich entstand der Ort jedoch bereits in der Zeit nach 960. Der steinerne Kirchturm des „alten Kirchleins auf dem Berge“ stammt bereits aus dem 10. Jahrhundert und beeindruckt mit seinen Fresken, die u. a. das Gleichnis der klugen und törichten Jungfrauen darstellen. Suderode befand sich im Besitz des Stifts Quedlinburg. Die wenigen und aus Lehm gebauten Häuser des Orts gruppierten sich um die Kirche.
Für die Zeit um 1300 werden in einem Verzeichnis der Güter des Stifts für Suderode drei Gehöfte, vier Hufen Land, vier große Weingärten und ein Weinberg, vermutlich am Südhang des Bückebergs, aufgeführt. Im Jahr 1480 belieh die Äbtissin des Stifts den Ort Suderode an die Herren von Hoym. Zu diesem Zeitpunkt bestanden vier Höfe und zwei Mühlen. Darüber hinaus wurden drei Weingärten, zwei Hopfengärten und fünf Hufen Land, davon eine Hufe am Bückeberg genannt. Außerdem bestand eine Waldung zwischen den Roten Steigern und dem Guten Wasser.
In der Zeit des Dreißigjährigen Kriegs kam es auch in Suderode zu Plünderungen, Brandschatzungen und Morden. Suderode hatte 1668 dann etwa 150 Einwohner und 30 Häuser.
Friedrich II. veranlasste 1767 und 1776 die Ansiedlung von Kolonisten. Südlich von Suderode entstand so das Friedrichsdorf mit 55 Häusern. Es wuchs nach einiger Zeit mit Suderode zusammen. Im Jahr 1818 hatte Suderode 644 Einwohner und 128 Wohnhäuser.
1877/1878 wurde die Neue Kirche errichtet.
Am 30. Januar 1914 hat der Regierungspräsident in Magdeburg für den Ort Suderode im Landkreis Quedlinburg die Ortsbezeichnung „Bad Suderode“ als „die amtliche Schreibweise von Landespolizei wegen festgelegt“.
Vom 1. Januar 1994 an gehörte die Gemeinde zur Verwaltungsgemeinschaft Gernrode/Harz. Die Gemeinde Bad Suderode wurde per Gesetz zum 1. Januar 2011 in die Stadt Quedlinburg eingemeindet und verlor dadurch ihre politische Selbständigkeit. Sie gehörte bis zu ihrer Auflösung der Verwaltungsgemeinschaft Gernrode/Harz an, die ihren Verwaltungssitz in der Stadt Gernrode hatte und ebenfalls am 1. Januar 2011 aufhörte zu existieren. Eine Klage gegen die Zwangseingemeindung hatte keine aufschiebende Wirkung, wurde jedoch am 19. Februar 2013 wegen eines Formfehlers im Anhörungsverfahren positiv entschieden und die Gemeinden erhielten ihre Selbständigkeit vorübergehend zurück. Die zur Verwaltungsgemeinschaft gehörende Gemeinde Rieder wurde jedoch am 1. Dezember 2013 nach Ballenstedt eingemeindet. Am 1. Januar 2014 wurde Bad Suderode wieder nach Quedlinburg eingemeindet.
Im Jahr 2012 wurde der Schulstandort der Grundschule Bad Suderode aufgegeben. 2022 erhielt Bad Suderode das Prädikat „staatlich anerkannter Erholungsort“. 

### Wappen
Das Wappen wurde am 26. März 1938 durch den Oberpräsidenten der preußischen Provinz Sachsen verliehen.
Blasonierung: „In Blau auf grünem Boden ein silberner Brunnentempel mit Kuppeldach und Brunnenstock in der Mitte, ruhend auf einem dreistufigen Unterbau und vier Säulen. Der Schildfuß ist belegt mit einem roten Schildchen, worin sich zwei schrägaufwärts gekreuzte silberne Vorlegemesser mit goldenen Griffen befinden.“
Das Hauptwappen stellt den Brunnentempel des Behringerbrunnens in Bad Suderode dar. Der aufgelegte Schild ist das Wappen des Stifts Quedlinburg, von dem aus Suderode gegründet worden ist und zu dessen Gebiet es jahrhundertelang gehört hat.
Das Wappen wurde vom Magdeburger Staatsarchivrat Otto Korn gestaltet. Im Jahr 1999 beauftragte Bad Suderode den Kommunalheraldiker Jörg Mantzsch mit der Gestaltung und Dokumentation einer Flagge, in dessen Vorgang das Wappen von Mantzsch in Abstimmung mit dem Landeshauptarchiv korrigiert und seither mit silberner Fontäne geführt wurde.

### Flagge
Die Flagge des Ortes ist blau-weiß-blau gestreift und mittig mit dem aufgelegten Ortswappen belegt.

## Wirtschaft und Infrastruktur

### Klinik- und Badebetrieb

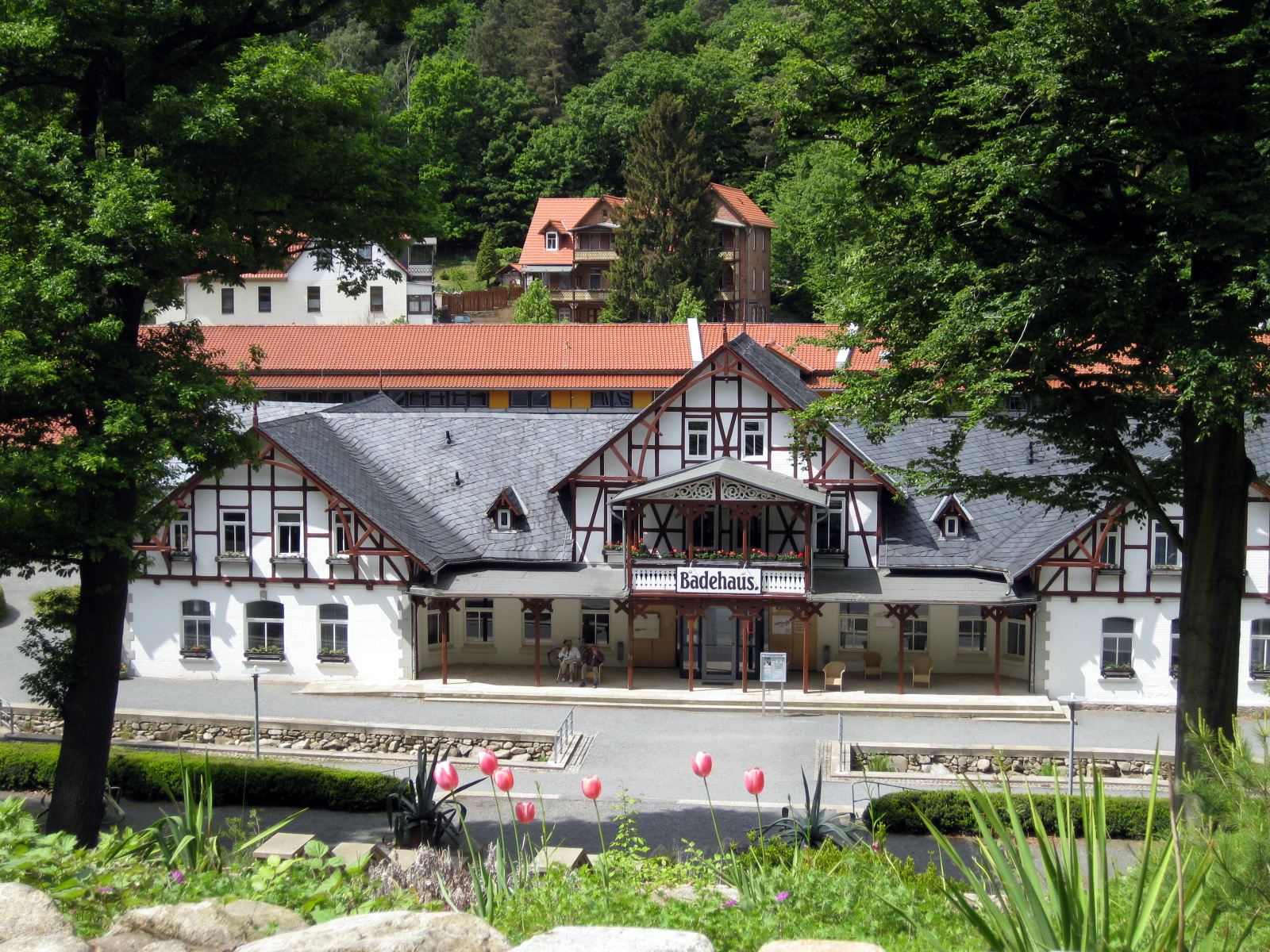
Badehaus im Kurpark

Die Paracelsus-Klinik Bad Suderode ist eine Rehaklinik für Herz-/Kreislauferkrankungen, Krebserkrankungen, Atemwegserkrankungen und Diabetes.
Der als Calciumsole-Heilbad klassifizierte Ort ist im Besitz eines ganz besonderen Heilwassers. Der Behringer Brunnen zählt zu den stärksten Calciumquellen Europas.
Im Kurzentrum gibt es ein 32 °C warmes Calciumsolebad mit Saunalandschaft, Badehaus und Tagungszentrum. Die Heilwirkung betrifft vor allem Knochen, Rücken, Kreislauf und Atemwege. Seit Ende Juni 2013 ist das Kurzentrum geschlossen.

### Verkehr
Bad Suderode besitzt einen Haltepunkt an der Selketalbahn. Vorher lag der Bahnhof Bad Suderode an der Bahnstrecke Frose–Quedlinburg; die Harzer Schmalspurbahnen kauften jedoch den Abschnitt Gernrode–Quedlinburg, nachdem der Gesamtverkehr auf der Strecke 2004 endete und bauten den betreffenden Streckenteil danach auf Schmalspur um. Den Haltepunkt bedienen täglich zwölf Zugpaare, davon vier mit Dampftraktion.
Der öffentliche Personennahverkehr wird unter anderem durch den PlusBus des Landesnetzes Sachsen-Anhalt erbracht. Folgende Verbindung führt durch Bad Suderode:
- Linie 240: Quedlinburg ↔ Bad Suderode ↔ Ballenstedt ↔ Meisdorf ↔ Aschersleben

Durch weitere Buslinien der Harzer Verkehrsbetriebe ist Bad Suderode auch aus Thale, Wippra über Harzgerode und Stolberg über Güntersberge erreichbar.
Ferner existieren 245 km ausgeschilderte Wander- und Radwanderwege, zum Beispiel zum in der Gemarkung Gernrode liegenden Bremer Teich.

## Kultur und Sehenswürdigkeiten

### Bauwerke
- Das Ortsbild wird wesentlich durch ein weitestgehend geschlossen gehaltenes Ensemble von Gründerzeithäusern im sogenannten Bad Suderöder Pensionshausstil geprägt. Die meist traufseitig angebauten Veranden und Balkone mit den filigranen Verzierungen erinnern an den Badebetrieb um 1900.
- Alte romanische Dorfkirche (mit spätromanischem Bogenfries), Preußenturm, Behringer Brunnentempel im Kurpark, Preußischer und Anhaltinischer Saalstein, Opferstein, Lessinghöhle, Selketalbahn.
- Die Kulturdenkmale des Orts sind im örtlichen Denkmalverzeichnis aufgeführt.

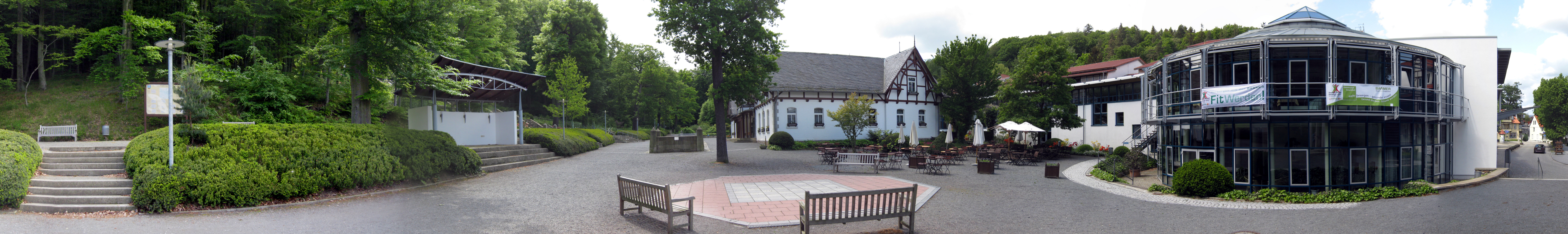
Kurzentrum und Kurpark, Panoramabild

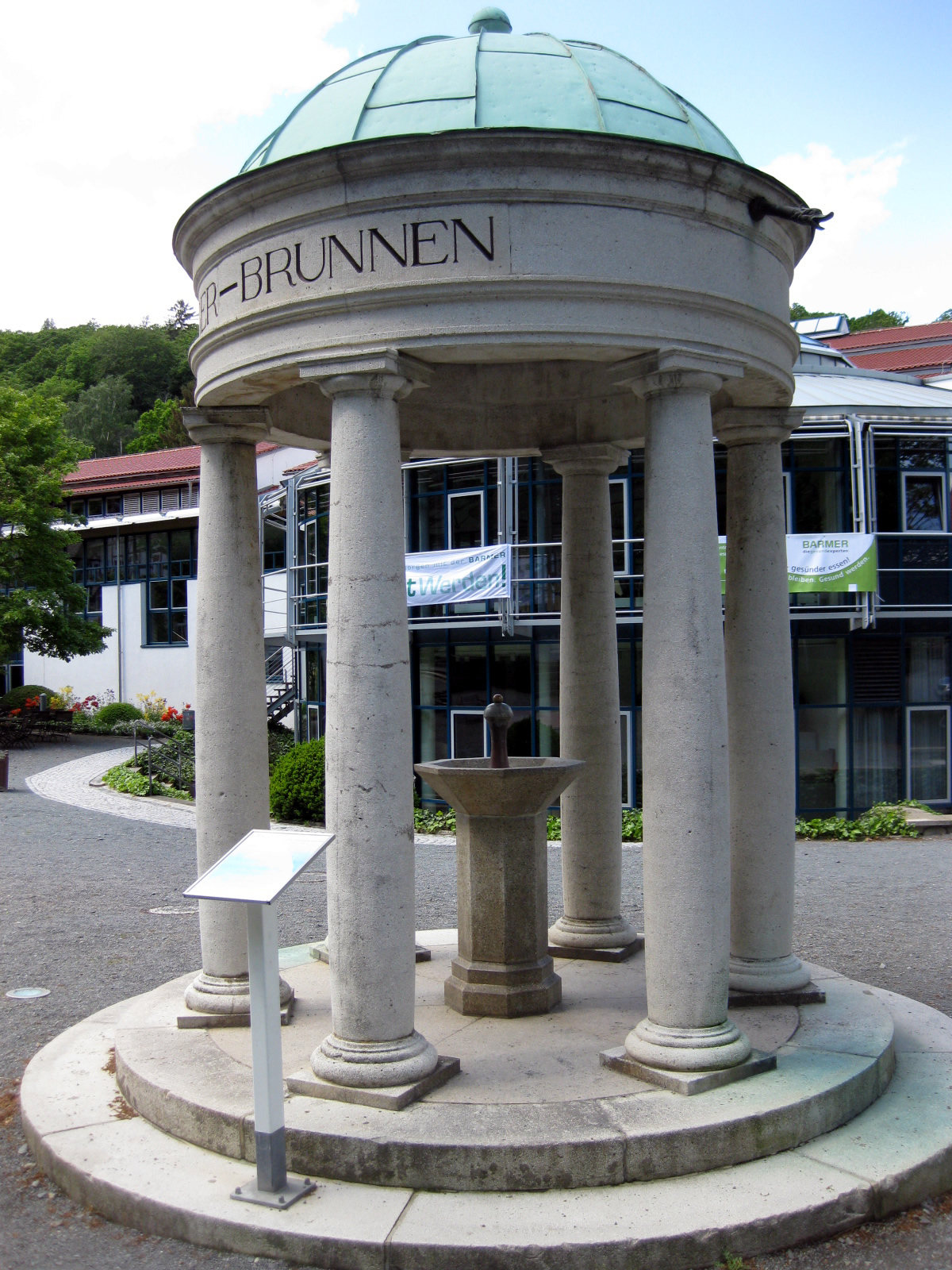
Behringer Brunnentempel im Kurpark

### Geschichtsdenkmal
- Gedenkstein auf dem Ortsfriedhof für sechs unbekannte Häftlinge des KZ Dora-Mittelbau, die bei einem Todesmarsch im April 1945 in der Nähe des Reiß-aus-Berges von SS-Männern erschossen und später hier begraben wurden.

### Behringer Brunnentempel
Der Behringer Brunnentempel wurde 1934 errichtet und ist das Wahrzeichen des Heilbads von Bad Suderode. Er befindet sich im Kurpark und ist der Mittelpunkt des alljährlichen Behringer Brunnenfests.

### FerienheimHaus Graun
Das Haus Graun in der Brinkstraße wurde von Spätherbst 1837 bis zum Frühjahr 1839 vom Kreischirurg Ernst Lange gebaut. Das Gebäude wurde am 11. Juni 1839 als Kurhaus eröffnet. Zum Komplex gehörte ein Badehaus, in dem man ab den 1920er Jahren Wasser aus der Calciumquelle nutzte. Das Haus Graun diente bis nach dem Zweiten Weltkrieg als Kurhaus weiter, bevor es in den 70er Jahren der DDR zu einem Bettenhaus des Klinik-Sanatoriums Bad Suderode umfunktioniert wurde. Anschließend wurde es in den 1980er Jahren von der DDR als Ferienheim der DDR-Gewerkschaft genutzt. Nach dem Zusammenbruch der DDR und der Auflösung des FDGB-Ferienheimes wurde es zu einem Hotel, bevor es 1997 geschlossen wurde. Das Gebäude stand nach der Schließung jahrelang leer und brannte am 2. August 2013 nach einer Brandstiftung bis auf die Grundmauern ab.

### Regelmäßige Veranstaltungen
Seit 2011 findet am dritten Adventssonntag der Bad Suderöder Grubenlichtermarkt mit der einzigen vorweihnachtlichen Harzer Bergparade statt.

## Persönlichkeiten
Im Ort wurden der Jurist Dietrich Wilde (1909–1984), der Regisseur Rolf Meyer (1910–1963), der Physiker Werner Ebeling (* 1936) sowie Gerhard Klauß (1944–2024), Generaldirektor des Staatszirkus der DDR, geboren.
Zumindest in den 1930er Jahren lebte der Lehrer und Kurator Friedrich Wilhelm Elchlepp (1897–1956) im Ort und leitete hier ein Kinderheim. Die SPD-Politikerin Bianka Kachel (* 1944) war von 1990 bis 1993 Beigeordnete und dann bis 1994 Bürgermeisterin von Bad Suderode.
Mehrere bekannte Persönlichkeiten besuchten kurzzeitig den Ort. Der Dichter Joseph von Eichendorff übernachtete am 11. September 1805, nachdem er sich im Wald verirrt hatte, in Suderode. Den Schriftsteller Theodor Fontane führte eine Wanderung in den Ort.